# Le monde était plein de couleurs
Pour plus de détails, voir Fiche technique et Distribution.
Le monde était plein de couleurs est un film français réalisé par Alain Périsson et sorti en 1973.

## Synopsis
Un jeune mime décide d'impressionner une femme en lui montant un spectacle de pantomime sur le thème de l'amour.

## Fiche technique
- Titre : Le monde était plein de couleurs
- Réalisation : Alain Périsson
- Scénario : Alain Périsson, François Celier et Thierry Joly
- Dialogues : François Celier et Thierry Joly
- Photographie : Jean-Jacques Rochut
- Son : Paul Lainé, assisté de Pierre Gamet
- Montage : Geneviève Vaury
- Musique : Derry Hall
- Sociétés de production : Dovidis - ORTF - Maya Films
- Pays de production:  France
- Durée : 87 minutes (1 h 27)
- Date de sortie : France - 6 septembre 1973

## Distribution
- Féodor Atkine : Antoine
- Marianne Eggerickx : Catherine
- Malka Ribowska : Mme Alice
- Henri Nassiet : le vieux maître
- Daniel Lommel : le danseur
- Frédérique Cantrel : L'amie comédienne
- Albert Pierjac : l'homme aux Tuiles
- David Gabison : le play-boy du ministère de la Culture